# 해리 솔터

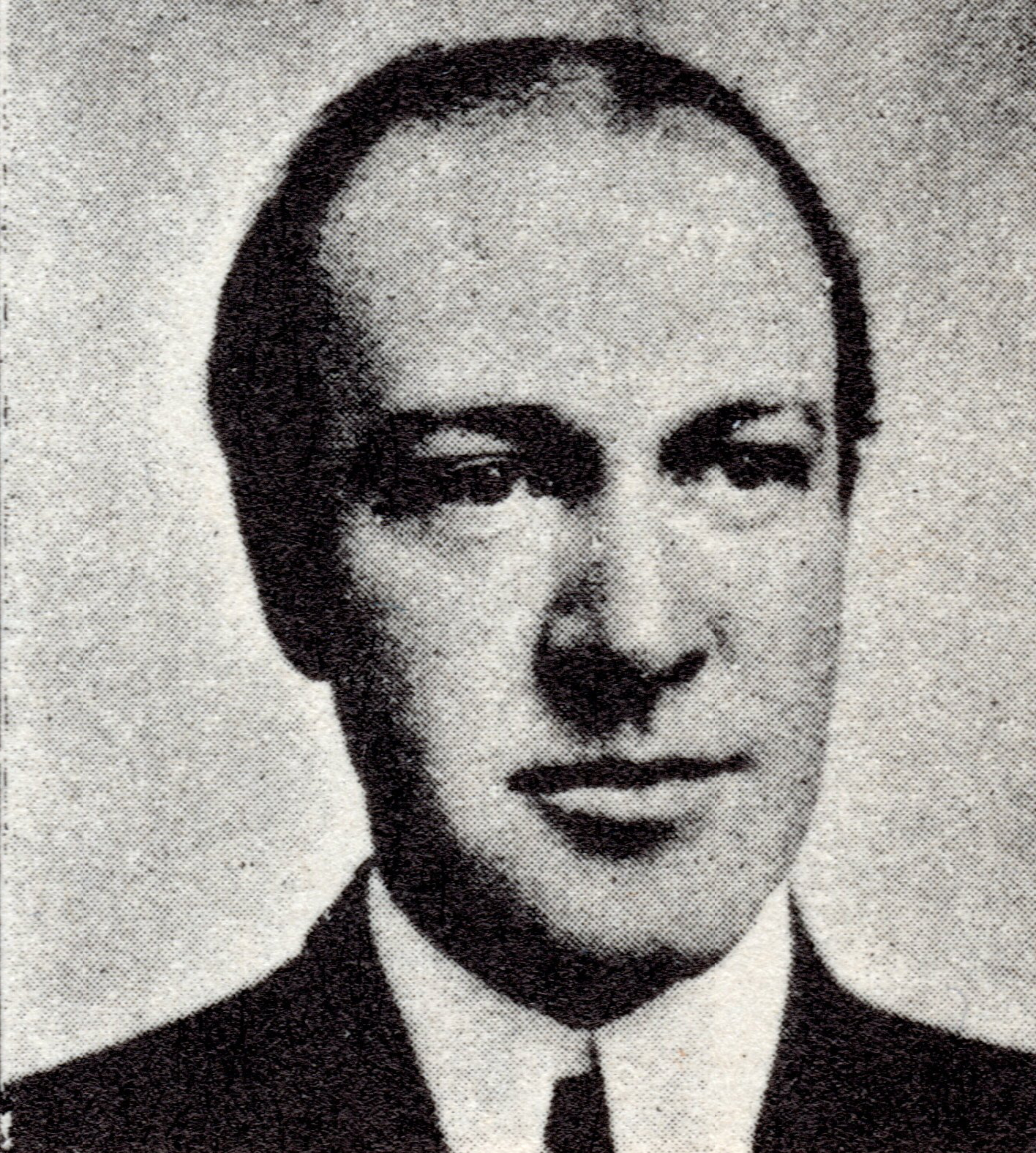

해리 솔터(Harry Solter, 본명: 헨리 루이스 "해리" 솔터, Henry Lewis "Harry" Solter, 1873년 11월 19일 ~ 1920년 3월 2일)는 미국의 무성 영화 배우이자 각본가, 감독이다.
1920년 3월 2일 뇌졸중으로 46세의 나이로 사망했다. 메릴랜드주 볼티모어의 볼티모어묘지에 안장되었다.

## 참여 작품
- 로미오와 줄리엣 (1908년 영화)